# Haiyang, Chongqing
Haiyang (kinesiska: 海洋) är en socken i sydvästra Kina. Den ligger i häradet Xiushan i storstadsområdet Chongqing,  omkring 260 kilometer öster om det centrala stadsdistriktet Yuzhong. Antalet invånare är 5 352. Befolkningen består av 2 618 kvinnor och 2 734 män. Barn under 15 år utgör 26,0 %, vuxna 15-64 år 61 %, och äldre över 65 år 11,0 %.